# Lara Sullivan
Lara Javaise Sullivan (ur. 26 października 1969) – australijska judoczka. Olimpijka z Atlanty 1996, gdzie zajęła dwudzieste miejsce w wadze półśredniej.
Piąta na mistrzostwach świata w 1997; uczestniczka zawodów w 1987 i 1999. Startowała w Pucharze Świata w 1995 i 1999. Brała udział w igrzyskach Wspólnoty Narodów w 1990. Zdobyła sześć medali na mistrzostwach Oceanii w latach 1992 - 2000. Mistrzyni Australii w 1989, 1994, 1996, 1997 i 1999 roku.
Jej siostra Rebecca Sullivan, również była judoczką, olimpijką z Sydney 2000.

## Letnie Igrzyska Olimpijskie 1996
| Konkurencja | Eliminacje         | Klas. końcowa |
| Konkurencja | Przeciwnik I       | Miejsce       |
| ----------- | ------------------ | ------------- |
| 61 kg       | Diane Bell (GBR) P | 20.           |